# Вернер Дернбрак
Вернер «Принцик» Дернбрак (нім. Werner „Prinzchen“ Dörnbrack; 29 лютого 1916, Дортмунд — 16 березня 1981, Геттінген) — німецький льотчик-ас штурмової авіації, майор люфтваффе. Кавалер Лицарського хреста Залізного хреста з дубовим листям.

## Біографія
Після закінчення авіаційного училища зарахований до 2-ї (штурмової) групи 2-ї навчальної ескадри. Учасник Французької кампанії, відзначився в боях при Камбре. З 1941 року командував 4-ю (штурмовою) ескадрильєю своєї ескадри. Учасник Німецько-радянської війни, в 1941 році бився в районі Білостока та Мінська. З 17 грудня 1942 року — командир 2-ї групи 2-ї ескадри підтримки сухопутних військ, на чолі якої брав участь у боях у Криму, в тому числі в районі Севастополя. 28 квітня 1944 року вдруге очолив 1-у групу 4-ї ескадри підтримки сухопутних військ, якою керував у боях в Італії, в тому числі при Анціо. З червня 1944 року воював у Прибалтиці. В листопаді 1944 року ескадра Дернбрака була перекинута на Західний фронт. 3 січня 1945 року призначений командиром 4-ї ескадри підтримки сухопутних військ і займав цю посаду до капітуляції Німеччини. Всього за час бойових дій виконав 1118 бойових вильотів і знищив численні наземні цілі, а також збив 29 літаків, з них 11 радянських.

## Звання
- Фанен-юнкер (1936)
- Фенріх (1937)
- Оберфенріх (1938)
- Лейтенант (3 червня 1938)
- Оберлейтенант (1 червня 1940)
- Гауптман (1 жовтня 1942)
- Майор (1 травня 1944)

## Нагороди
- Нагрудний знак пілота
- Медаль «За вислугу років у Вермахті» 4-го класу (4 роки)
- Медаль «У пам'ять 1 жовтня 1938»
- Залізний хрест
  - 2-го класу (9 жовтня 1939)
  - 1-го класу (20 травня 1940)
- Почесний Кубок Люфтваффе (1941)
- Лицарський хрест Залізного хреста з дубовим листям
  - лицарський хрест (21 серпня 1941) — за 200 бойових вильотів і заслуги під час боїв в районі Білостока.
  - дубове листя (№ 660; 25 листопада 1944) — за 1000 бойових вильотів.
- Кримський щит
- Медаль «За зимову кампанію на Сході 1941/42»
- Авіаційна планка бомбардувальника в золоті з підвіскою «1000»